# Krystyna Guzik
Pour les articles homonymes, voir Palka.
Krystyna Guzik, née Pałka le 16 août 1983 à Zakopane, est une biathlète polonaise. Elle est médaillée d'argent de la poursuite aux Championnats du monde 2013.

## Carrière
En équipe nationale depuis 2002, elle débute en Coupe du monde durant l'hiver 2003-2004, devenant championne d'Europe junior de la poursuite cette année. Lors de la saison 2004-2005, elle marque ses premiers points à ce niveau, notamment sur toutes les courses des Mondiaux d'Hochfilzen. En 2006, elle termine cinquième de l'individuel lors des Jeux olympiques organisés à Turin. En décembre 2008, elle est troisième du relais d'Hochfilzen en compagnie de Gwizdon, Nowakowska et Cyl, montant sur son premier podium.
Aux Jeux olympiques d'hiver de 2010, , son meilleur résultat individuel est quinzième de l'individuel.
Elle réalise sa meilleure saison en 2013, où elle obtient plusieurs top 10 et surtout lorsqu'elle devient vice-championne du monde de la poursuite derrière la norvégienne Tora Berger, obtenant le premier podium de sa carrière.
L'hiver suivant, elle est troisième de la poursuite d'Hochfilzen pour son deuxième podium en Coupe du monde.
Aux Jeux olympiques d'hiver de 2014, elle est 33e du sprint, 34e de la poursuite, 10e de l'individuel, 19e de la mass start, 10e du relais et 14e du relais mixte.
La saison 2015-2016 est la meilleure de sa carrière, prenant le dixième rang au classement général de la Coupe du monde, après avoir décroché deux podiums à Canmore et Presque Isle (en sprint).
Elle prend sa retraite après les Jeux olympiques d'hiver de 2018, ses quatrièmes.

## Vie privée
En juin 2014, elle se marie avec le biathlète Grzegorz Guzik.

## Palmarès

### Jeux olympiques
| Épreuve / Édition                | Individuel | Sprint | Poursuite | Départ en masse | Relais | Relais mixte                     |
| Jeux olympiques 2006 Turin       | 5e         | 25e    | 37e       | 30e             | 7e     | Épreuve inexistante à cette date |
| Jeux olympiques 2010 Vancouver   | 15e        | 21e    | 24e       | 20e             | 12e    | Épreuve inexistante à cette date |
| Jeux olympiques 2014 Sotchi      | 10e        | 33e    | 34e       | 19e             | 10e    | 14e                              |
| Jeux olympiques 2018 Pyeongchang | 52e        | 28e    | 36e       | —               | 7e     | —                                |

### Championnats du monde
| Épreuve \ Mondiaux | Individuel               | Sprint                   | Poursuite                | Départ en masse          | Relais                   | Relais                           |
| Épreuve \ Mondiaux | Individuel               | Sprint                   | Poursuite                | Départ en masse          | féminin                  | mixte                            |
| ------------------ | ------------------------ | ------------------------ | ------------------------ | ------------------------ | ------------------------ | -------------------------------- |
| 2004 Oberhof       | 46e                      | DSQ                      | -                        | -                        | 8e                       | Épreuve inexistante à cette date |
| 2005 Hochfilzen    | 20e                      | 24e                      | 27e                      | 28e                      | 12e                      | 8e                               |
| 2006 Pokljuka      | Jeux olympiques de Turin | Jeux olympiques de Turin | Jeux olympiques de Turin | Jeux olympiques de Turin | Jeux olympiques de Turin | 8e                               |
| 2007 Antholz       | 25e                      | 34e                      | 21e                      | 17e                      | 10e                      | 11e                              |
| 2008 Östersund     | 21e                      | 54e                      | 50e                      | -                        | 7e                       | 6e                               |
| 2009 Pyeongchang   | -                        | 57e                      | 50e                      | -                        | 6e                       | -                                |
| 2012 Ruhpolding    | 65e                      | 21e                      | 27e                      | 25e                      | 9e                       | 13e                              |
| 2013 Nové Město    | 22e                      | 7e                       | Médaille d'argent, monde | 7e                       | 9e                       | 10e                              |
| 2015 Kontiolahti   | 14e                      | 5e                       | 8e                       | 17e                      | 13e                      | -                                |
| 2016 Holmenkollen  | 7e                       | 60e                      | DNS                      | 19e                      | 4e                       | 20e                              |
| 2017 Hochfilzen    | 52e                      | 53e                      | 47e                      | -                        | 7e                       | -                                |

Légende :
- : deuxième place, médaille d'argent
- : pas d'épreuve
- - : Non disputée par Palka
- DNS : non partante
- DSQ : disqualifiée

### Coupe du monde
- Meilleur classement général : 10e en 2016.
- 4 podiums individuels : 2 deuxièmes places et 2 troisièmes places[3].
- 1 podium en relais : 1 troisième place.

#### Classements en Coupe du monde
| Saison    | Classement général final | Individuel | Sprint | Poursuite | Mass start |
| 2004-2005 | 61e                      | 52e        | 65e    | 66e       | 45e        |
| 2005-2006 | 43e                      | 16e        | 61e    | 53e       | 48e        |
| 2006-2007 | 45e                      | 53e        | 62e    | 36e       | 34e        |
| 2007-2008 | 31e                      | 19e        | 37e    | 30e       | 35e        |
| 2008-2009 | 54e                      | nc         | 46e    | 42e       |            |
| 2009-2010 | 45e                      | 36e        | 49e    | 53e       | 36e        |
| 2011-2012 | 16e                      | 43e        | 17e    | 14e       | 13e        |
| 2012-2013 | 14e                      | 18e        | 14e    | 10e       | 13e        |
| 2013-2014 | 22e                      | 36e        | 31e    | 18e       | 11e        |
| 2014-2015 | 37e                      | 22e        | 47e    | 30e       | 34e        |
| 2015-2016 | 10e                      | 7e         | 10e    | 17e       | 13e        |
| 2016-2017 | 62e                      | 46e        | 59e    | 78e       |            |
| 2017-2018 | 47e                      | nc         | 41e    | 46e       | 46e        |

### Championnats d'Europe
- Médaille de bronze du relais simple mixte en 2017.

### Championnats d'Europe junior
- Médaille d'or de la poursuite en 2004.
- Médaille d'argent du sprint en 2004.

### Championnats du monde de biathlon d'été
- Championne du sprint en 2010 et 2014.
- Championne de la poursuite en 2011.
- Championne du relais mixte en 2010.
- Médaille d'argent de la poursuite en 2010.
- Médaille d'argent du sprint en 2011.
- Médaille de bronze de la poursuite en 2006.